# Interdiction du potlatch
En 1885, le gouvernement fédéral du Canada a interdit le potlatch, une cérémonie autochtone centrale pour les peuples (en) du Nord-Ouest Pacifique. Cette interdiction visait à assimiler les Autochtones en supprimant leurs traditions culturelles, perçues comme incompatibles avec les valeurs capitalistes et chrétiennes. L'application de la loi, initialement vague, a conduit à des arrestations et des confiscations d'objets cérémoniels. La révision de la loi sur les Indiens en 1951 a finalement levé cette interdiction.